# Collonges (Valais)
Collonges es una comuna suiza del cantón del Valais, situada en el distrito de San Mauricio. Limita al norte con las comunas de Lavey-Morcles (VD) y Bex (VD), al este con Fully, al sur con Dorénaz, y al oeste con Evionnaz y San Mauricio.